# フルート協奏曲 (イベール)
フルート協奏曲（仏：Concerto pour flûte et orchestre）は、ジャック・イベールが1932年から1933年にかけて作曲したフルートと管弦楽のための協奏曲。交響組曲『寄港地』と並ぶイベールの代表作である。20世紀に書かれたフルート協奏曲のうち最も有名なものの一つでもあり、このジャンルではモーツァルトの第1番・第2番と並ぶ傑作である。
初演者であるマルセル・モイーズに献呈された。
演奏時間は約18分。

## 初演
1934年2月25日にモイーズ独奏、フィリップ・ゴーベール指揮パリ音楽院管弦楽団により初演。

## 編成
独奏フルート、フルート2、オーボエ2、クラリネット、ファゴット2、ホルン2、トランペット1、ティンパニ、弦五部（第1、第2ヴァイオリンは各6-8、ヴィオラ、チェロは各4-6、コントラバスは2-4）

## 構成
第1楽章 Allegro
ソナタ形式、ヘ短調。管弦楽の短い導入の後、独奏フルートがジグザグとした第1主題を奏でる（時折変拍子になる）。第2主題は第1主題とは対照的に穏やかな性格のもの。ティンパニの強奏で展開部に入り、独奏フルートは無窮動風の動きをとる。クライマックスに達したところで再現部に入る。独奏フルートは第1主題を奏するが、最後は軽妙に終わる。
第2楽章 Andante
静かな緩徐楽章。三部形式、変ニ長調。弱音器を付けた弦の伴奏で独奏フルートが哀調のこもったメロディを奏でる。中間部はやや盛り上がる。再現部では独奏フルートとヴァイオリンの二重奏が聴かれる。
第3楽章 Allegro scherzando
ロンド形式、ヘ長調。4拍子と3拍子が交錯する管弦楽による序奏の後、独奏フルートに三連符を多用したロンド主題Aが現れる。続いて浮き上がるような主題Bが登場、再度Aに戻る。序奏の要素により一旦結句した後、音楽の表情は一変し、エキゾティックな雰囲気を持つ主題Cが弦の伴奏により奏でられる。再び主題Aに戻りB、Aの順に進行した後、カデンツァとなる。コーダは序奏の要素により明るく終わる。
序奏 - A - B - A - C - A - B - A - カデンツァ - コーダ の構成。